# League Cup 1963/64
Der League Cup 1963/64 war die 4. Austragung des Football League Cup (meist nur als League Cup bekannt).
Am Pokalwettbewerb, der am 4. September 1963 für die 92 englischen Spitzenvereine begann, nahmen letztlich 82 Mannschaften teil und wurde in den ersten fünf Runden im K.-o.-System über eine Partie und ab dem Halbfinale über Hin- und Rückspiel entschieden. Das Finale, das am 15. April 1964 und 22. April 1964 ausgetragen wurde, entschied der Erstligist Leicester City mit 4:3 Toren nach Hin- und Rückspiel für sich. Unterlegener Finalist war Stoke City.

## Wettbewerb

### Erste Runde
Zur ersten Runde traten die Vereine an, die im Vorjahr ab Platz 13 und abwärts die Drittligasaison 1962/63 abgeschlossen hatten, dazu alle 24 Vereine der laufenden Viertligasaison 1963/64.
| Datum             |                      | Ergebnis |                        |
| ----------------- | -------------------- | -------- | ---------------------- |
| 4. September 1963 | FC Reading           | 1:1      | FC Brentford           |
| 4. September 1963 | Oxford United        | 0:1      | Exeter City            |
| 4. September 1963 | Oldham Athletic      | 3:5      | AFC Workington         |
| 4. September 1963 | AFC Rochdale         | 1:1      | FC Chester             |
| 4. September 1963 | Shrewsbury Town      | 1:1      | Bristol Rovers         |
| 4. September 1963 | Tranmere Rovers      | 2:0      | Stockport County       |
| 4. September 1963 | Torquay United       | 1:2      | Brighton & Hove Albion |
| 4. September 1963 | FC Southport         | 2:1      | AFC Barrow             |
| 4. September 1963 | Newport County       | 3:5      | FC Millwall            |
| 4. September 1963 | Mansfield Town       | 2:1      | FC Watford             |
| 4. September 1963 | FC Chesterfield      | 0:1      | Halifax Town           |
| 4. September 1963 | Carlisle United      | 3:2      | Crewe Alexandra        |
| 4. September 1963 | Bradford Park Avenue | 7:3      | Bradford City          |
| 4. September 1963 | FC Darlington        | 2:2      | FC Barnsley            |
| 4. September 1963 | Doncaster Rovers     | 0:0      | York City              |
| 4. September 1963 | Lincoln City         | 3:2      | Hartlepool United      |
| 4. September 1963 | FC Gillingham        | 4:2      | Bristol City           |
| 4. September 1963 | FC Aldershot         | 3:1      | Queens Park Rangers    |

#### Wiederholungsspiele
| Datum              |                | Ergebnis |                  |
| ------------------ | -------------- | -------- | ---------------- |
| 11. September 1963 | FC Barnsley    | 6:2      | FC Darlington    |
| 18. September 1963 | FC Chester     | 2:5      | AFC Rochdale     |
| 23. September 1963 | York City      | 3:0      | Doncaster Rovers |
| 23. September 1963 | Bristol Rovers | 6:2      | Shrewsbury Town  |
| 23. September 1963 | FC Brentford   | 2:0      | FC Reading       |

### Zweite Runde
Aus den beiden obersten englischen Spielklassen waren weitere 44 Vereine plus die ersten 12 Drittligamannschaften der Vorsaison für die zweite Runde gesetzt. Von den nunmehr 74 Teilnehmern traten jedoch nur 64 Vereine zur zweiten Runde an.
| Datum              |                        | Ergebnis |                        |
| ------------------ | ---------------------- | -------- | ---------------------- |
| 25. September 1963 | Aston Villa            | 3:1      | FC Barnsley            |
| 25. September 1963 | FC Blackpool           | 7:1      | Charlton Athletic      |
| 25. September 1963 | Bradford Park Avenue   | 2:2      | FC Middlesbrough       |
| 25. September 1963 | FC Brentford           | 0:0      | Bournemouth & Boscombe |
| 25. September 1963 | Brighton & Hove Albion | 1:1      | Northampton Town       |
| 25. September 1963 | Bristol Rovers         | 2:0      | Crystal Palace         |
| 25. September 1963 | Cardiff City           | 2:2      | AFC Wrexham            |
| 25. September 1963 | Colchester United      | 5:3      | FC Fulham              |
| 25. September 1963 | FC Gillingham          | 3:0      | FC Bury                |
| 25. September 1963 | Grimsby Town           | 1:3      | Rotherham United       |
| 25. September 1963 | Halifax Town           | 4:2      | AFC Rochdale           |
| 25. September 1963 | Hull City              | 1:0      | Exeter City            |
| 25. September 1963 | Ipswich Town           | 0:0      | FC Walsall             |
| 25. September 1963 | Leeds United           | 5:1      | Mansfield Town         |
| 25. September 1963 | Leicester City         | 2:0      | FC Aldershot           |
| 25. September 1963 | Luton Town             | 3:4      | Coventry City          |
| 25. September 1963 | Manchester City        | 2:0      | Carlisle United        |
| 25. September 1963 | FC Millwall            | 3:2      | Peterborough United    |
| 25. September 1963 | Newcastle United       | 3:0      | Preston North End      |
| 25. September 1963 | Norwich City           | 2:0      | Birmingham City        |
| 25. September 1963 | Notts County           | 2:1      | Blackburn Rovers       |
| 25. September 1963 | Plymouth Argyle        | 2:2      | Huddersfield Town      |
| 25. September 1963 | FC Portsmouth          | 3:2      | Derby County           |
| 25. September 1963 | Scunthorpe United      | 2:2      | Stoke City             |
| 25. September 1963 | Sheffield United       | 1:2      | Bolton Wanderers       |
| 25. September 1963 | Southend United        | 2:1      | Port Vale              |
| 25. September 1963 | Swansea Town           | 3:1      | AFC Sunderland         |
| 25. September 1963 | Swindon Town           | 3:0      | FC Chelsea             |
| 25. September 1963 | Tranmere Rovers        | 2:0      | FC Southampton         |
| 25. September 1963 | West Ham United        | 2:1      | Leyton Orient          |
| 25. September 1963 | AFC Workington         | 3:0      | FC Southport           |
| 25. September 1963 | York City              | 1:1      | Lincoln City           |

#### Wiederholungsspiele
| Datum            |                        | Ergebnis |                        |
| ---------------- | ---------------------- | -------- | ---------------------- |
| 2. Oktober 1963  | FC Middlesbrough       | 2:3      | Bradford Park Avenue   |
| 3. Oktober 1963  | FC Walsall             | 1:0      | Ipswich Town           |
| 7. Oktober 1963  | AFC Wrexham            | 1:1      | Cardiff City           |
| 14. Oktober 1963 | Northampton Town       | 3:2      | Brighton & Hove Albion |
| 14. Oktober 1963 | Lincoln City           | 2:0      | York City              |
| 16. Oktober 1963 | Stoke City             | 3:3      | Scunthorpe United      |
| 21. Oktober 1963 | Cardiff City           | 0:3      | AFC Wrexham            |
| 21. Oktober 1963 | Huddersfield Town      | 3:3      | Plymouth Argyle        |
| 22. Oktober 1963 | Scunthorpe United      | 0:1      | Stoke City             |
| 28. Oktober 1963 | Plymouth Argyle        | 1:2      | Huddersfield Town      |
| 4. November 1963 | Bournemouth & Boscombe | 2:0      | FC Brentford           |

### Dritte Runde
| Datum            |                        | Ergebnis |                      |
| ---------------- | ---------------------- | -------- | -------------------- |
| 16. Oktober 1963 | Aston Villa            | 0:2      | West Ham United      |
| 16. Oktober 1963 | Halifax Town           | 2:0      | FC Walsall           |
| 16. Oktober 1963 | Hull City              | 0:3      | Manchester City      |
| 16. Oktober 1963 | Swindon Town           | 3:0      | Southend United      |
| 16. Oktober 1963 | Tranmere Rovers        | 1:2      | Leicester City       |
| 22. Oktober 1963 | Leeds United           | 2:0      | Swansea Town         |
| 29. Oktober 1963 | Stoke City             | 3:0      | Bolton Wanderers     |
| 30. Oktober 1963 | Norwich City           | 1:0      | FC Blackpool         |
| 4. November 1963 | AFC Wrexham            | 3:5      | FC Portsmouth        |
| 4. November 1963 | Bristol Rovers         | 1:1      | FC Gillingham        |
| 4. November 1963 | Colchester United      | 4:1      | Northampton Town     |
| 4. November 1963 | FC Millwall            | 1:1      | Lincoln City         |
| 4. November 1963 | AFC Workington         | 1:0      | Huddersfield Town    |
| 4. November 1963 | Rotherham United       | 4:2      | Coventry City        |
| 5. November 1963 | Notts County           | 3:2      | Bradford Park Avenue |
| 6. November 1963 | Bournemouth & Boscombe | 2:1      | Newcastle United     |

#### Wiederholungsspiele
| Datum             |               | Ergebnis |                |
| ----------------- | ------------- | -------- | -------------- |
| 6. November 1963  | FC Gillingham | 3:1      | Bristol Rovers |
| 12. November 1963 | Lincoln City  | 1:2      | FC Millwall    |

### Vierte Runde
| Datum             |                  | Ergebnis |                        |
| ----------------- | ---------------- | -------- | ---------------------- |
| 13. November 1963 | Notts County     | 3:2      | FC Portsmouth          |
| 19. November 1963 | Swindon Town     | 3:3      | West Ham United        |
| 26. November 1963 | AFC Workington   | 2:1      | Colchester United      |
| 27. November 1963 | Stoke City       | 2:1      | Bournemouth & Boscombe |
| 27. November 1963 | Rotherham United | 5:2      | FC Millwall            |
| 27. November 1963 | Leicester City   | 4:1      | FC Gillingham          |
| 27. November 1963 | Manchester City  | 3:1      | Leeds United           |
| 27. November 1963 | Halifax Town     | 1:7      | Norwich City           |

#### Wiederholungsspiel
| Datum             |                 | Ergebnis |              |
| ----------------- | --------------- | -------- | ------------ |
| 25. November 1963 | West Ham United | 4:1      | Swindon Town |

### Viertelfinale
| Datum             |                 | Ergebnis |                  |
| ----------------- | --------------- | -------- | ---------------- |
| 16. Dezember 1963 | West Ham United | 6:0      | AFC Workington   |
| 16. Dezember 1963 | Stoke City      | 3:2      | Rotherham United |
| 17. Dezember 1963 | Notts County    | 0:1      | Manchester City  |
| 18. Dezember 1963 | Norwich City    | 1:1      | Leicester City   |

#### Wiederholungsspiel
| Datum           |                | Ergebnis  |              |
| --------------- | -------------- | --------- | ------------ |
| 15. Januar 1964 | Leicester City | 2:1 n. V. | Norwich City |

### Halbfinale
Die Hinspiele wurden am 15. Januar 1963 und 5. Februar 1964, die Rückspiele am 5. Februar 1964 und 23. März 1964 ausgetragen.
|                | Gesamt |                 | Hinspiel | Rückspiel |
| -------------- | ------ | --------------- | -------- | --------- |
| Stoke City     | 2:1    | Manchester City | 2:0      | 0:1       |
| Leicester City | 6:3    | West Ham United | 4:3      | 2:0       |

### Finale
| Stoke City                                                   | Stoke City | Leicester City | Leicester City |
| ------------------------------------------------------------ | --- | --- | -------------- |
| Stoke City                                                   | \| Finale, Hinspiel \| \| Mittwoch, 15. April 1964 in Stoke-on-Trent (Victoria Ground) \| \| Ergebnis: 1:1 (0:0) \| \| Zuschauer: 22.309 \| \| Schiedsrichter: Bill Clements \| \| Spielbericht \| | \| Finale, Hinspiel \| \| Mittwoch, 15. April 1964 in Stoke-on-Trent (Victoria Ground) \| \| Ergebnis: 1:1 (0:0) \| \| Zuschauer: 22.309 \| \| Schiedsrichter: Bill Clements \| \| Spielbericht \| | Leicester City |
| Stoke City                                                   | Lawrie Leslie, Bill Asprey, Tony Allen, Calvin Palmer, George Kinnell, Eric Skeels, Peter Dobing, Dennis Viollet, John Ritchie, Jimmy McIlroy, Keith Bebbington Cheftrainer: Tony Waddington       | Gordon Banks, John Sjoberg, Colin Appleton, Max Dougan, Ian King, Graham Cross, Howard Riley, Terry Heath, Ken Keyworth, Dave Gibson, Mike Stringfellow Cheftrainer: Matt Gillies ( Schottland)    | Leicester City |
| Stoke City                                                   | 1:0 Keith Bebbington (62.) | 1:1 Dave Gibson (79.) | Leicester City |
| Finale, Hinspiel                                             | | |                |
| Mittwoch, 15. April 1964 in Stoke-on-Trent (Victoria Ground) | | |                |
| Ergebnis: 1:1 (0:0)                                          | | |                |
| Zuschauer: 22.309                                            | | |                |
| Schiedsrichter: Bill Clements                                | | |                |
| Spielbericht                                                 | | |                |

| Leicester City                                         | Leicester City | Stoke City | Stoke City |
| ------------------------------------------------------ | --- | --- | ---------- |
| Leicester City                                         | \| Finale, Rückspiel \| \| Mittwoch, 22. April 1964 in Leicester (Filbert Street) \| \| Ergebnis: 3:2 (1:0) \| \| Zuschauer: 25.372 \| \| Schiedsrichter: Al Jobling \| \| Spielbericht \|        | \| Finale, Rückspiel \| \| Mittwoch, 22. April 1964 in Leicester (Filbert Street) \| \| Ergebnis: 3:2 (1:0) \| \| Zuschauer: 25.372 \| \| Schiedsrichter: Al Jobling \| \| Spielbericht \|  | Stoke City |
| Leicester City                                         | Gordon Banks, John Sjoberg, Colin Appleton, Max Dougan, Ian King, Graham Cross, Howard Riley, Richie Norman, Ken Keyworth, Dave Gibson, Mike Stringfellow Cheftrainer: Matt Gillies ( Schottland) | Bobby Irvine, Bill Asprey, Tony Allen, Calvin Palmer, George Kinnell, Eric Skeels, Peter Dobing, Dennis Viollet, John Ritchie, Jimmy McIlroy, Keith Bebbington Cheftrainer: Tony Waddington | Stoke City |
| Leicester City                                         | 1:0 Mike Stringfellow (6.) 2:1 Dave Gibson (70.) 3:1 Howard Riley (83.) | 1:1 Dennis Viollet (46.) 3:2 George Kinnell (90.) | Stoke City |
| Finale, Rückspiel                                      | | |            |
| Mittwoch, 22. April 1964 in Leicester (Filbert Street) | | |            |
| Ergebnis: 3:2 (1:0)                                    | | |            |
| Zuschauer: 25.372                                      | | |            |
| Schiedsrichter: Al Jobling                             | | |            |
| Spielbericht                                           | | |            |